# Theretra pallicosta
Theretra pallicosta är en fjärilsart som beskrevs av Walker 1856. Theretra pallicosta ingår i släktet Theretra och familjen svärmare. Inga underarter finns listade i Catalogue of Life.

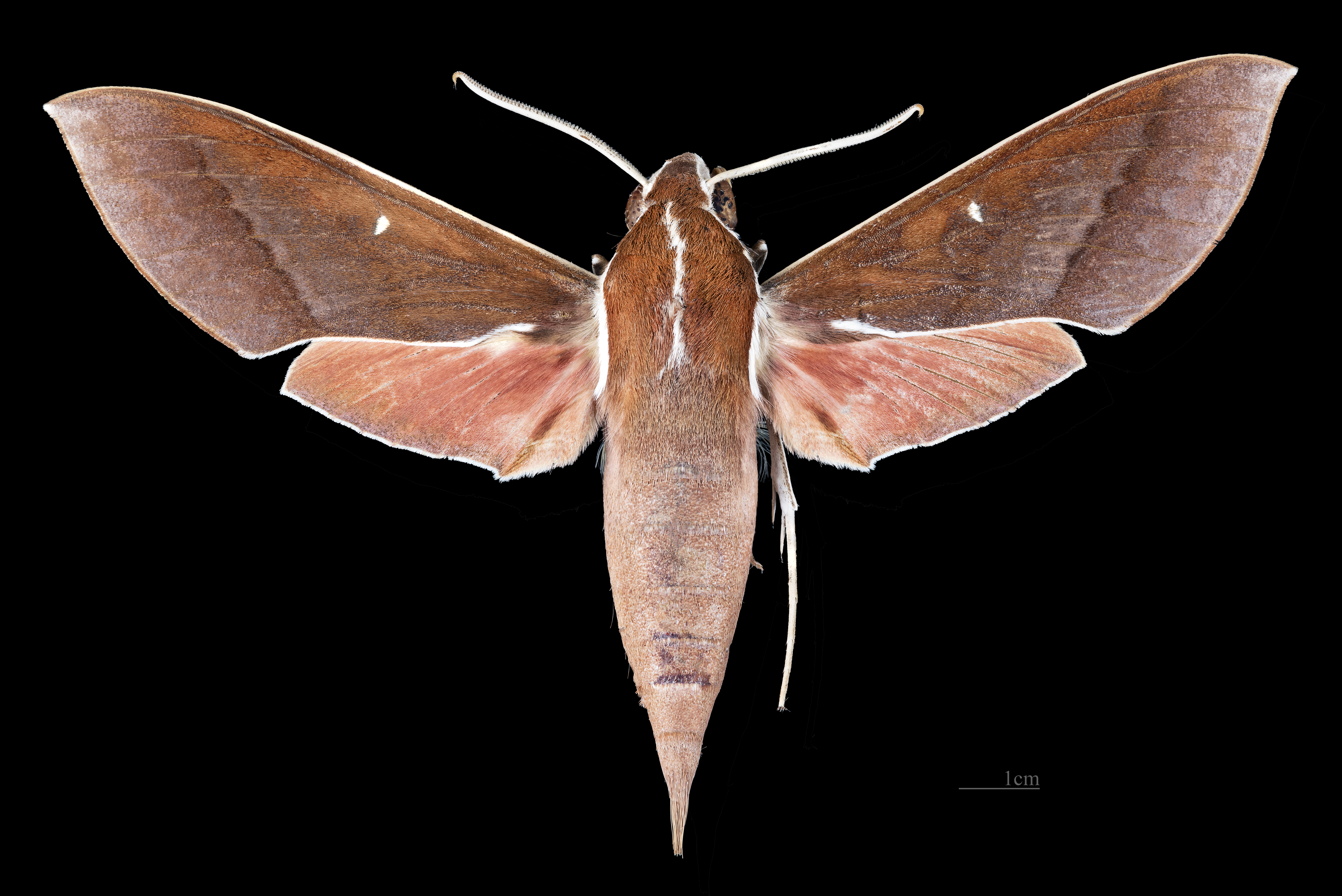
Theretra pallicosta  ♂
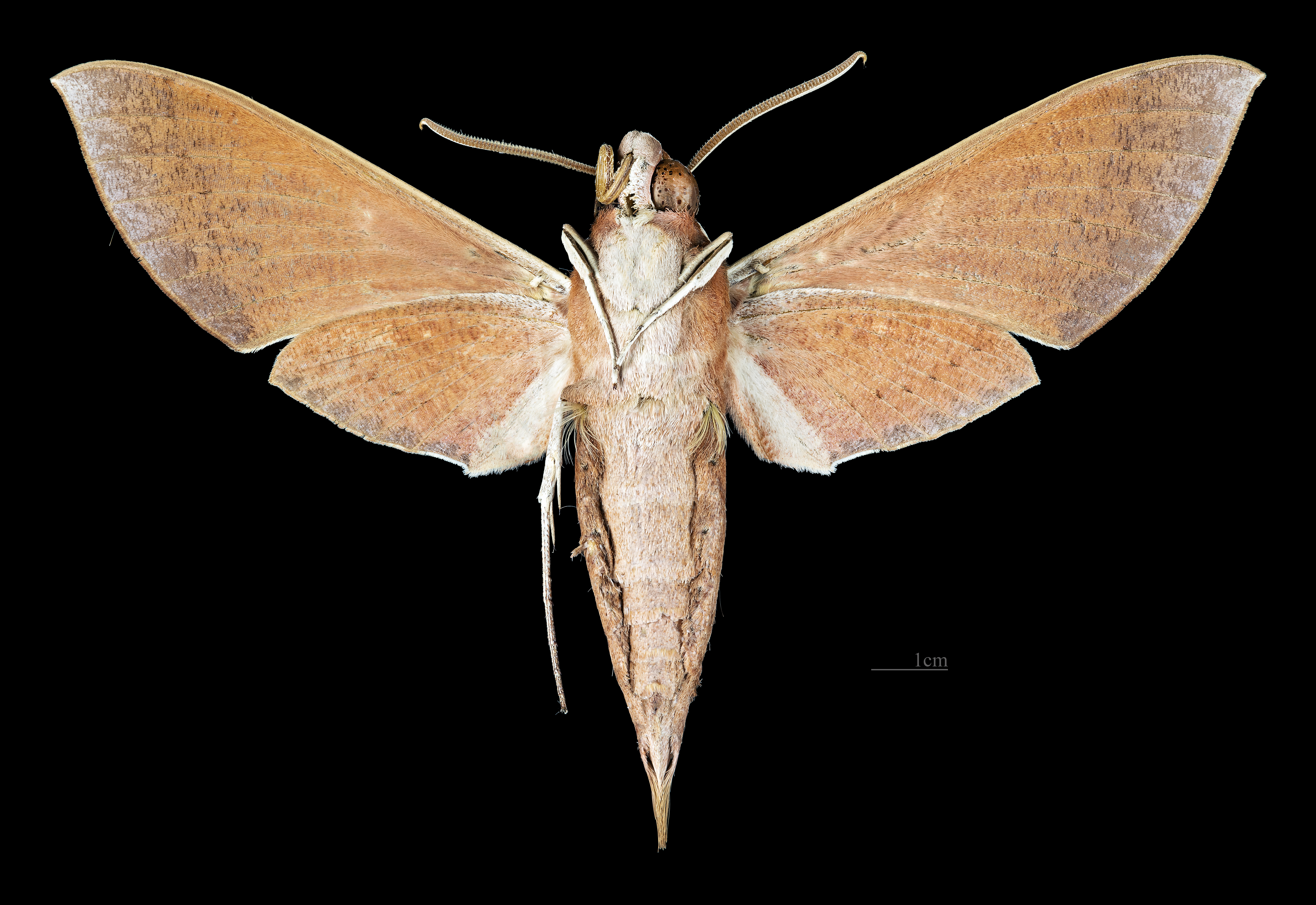
Theretra pallicosta ♂   △
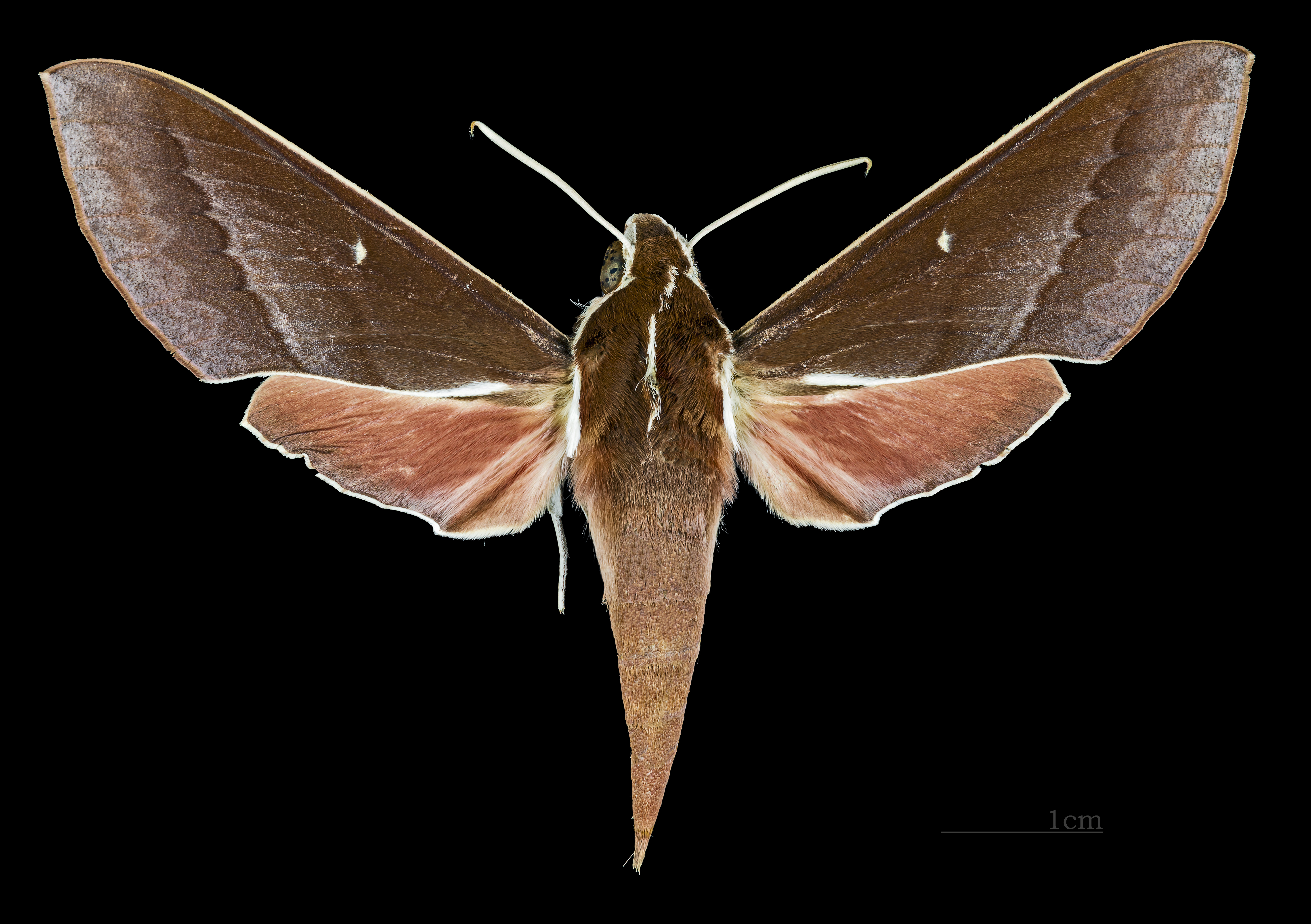
Theretra pallicosta    ♀
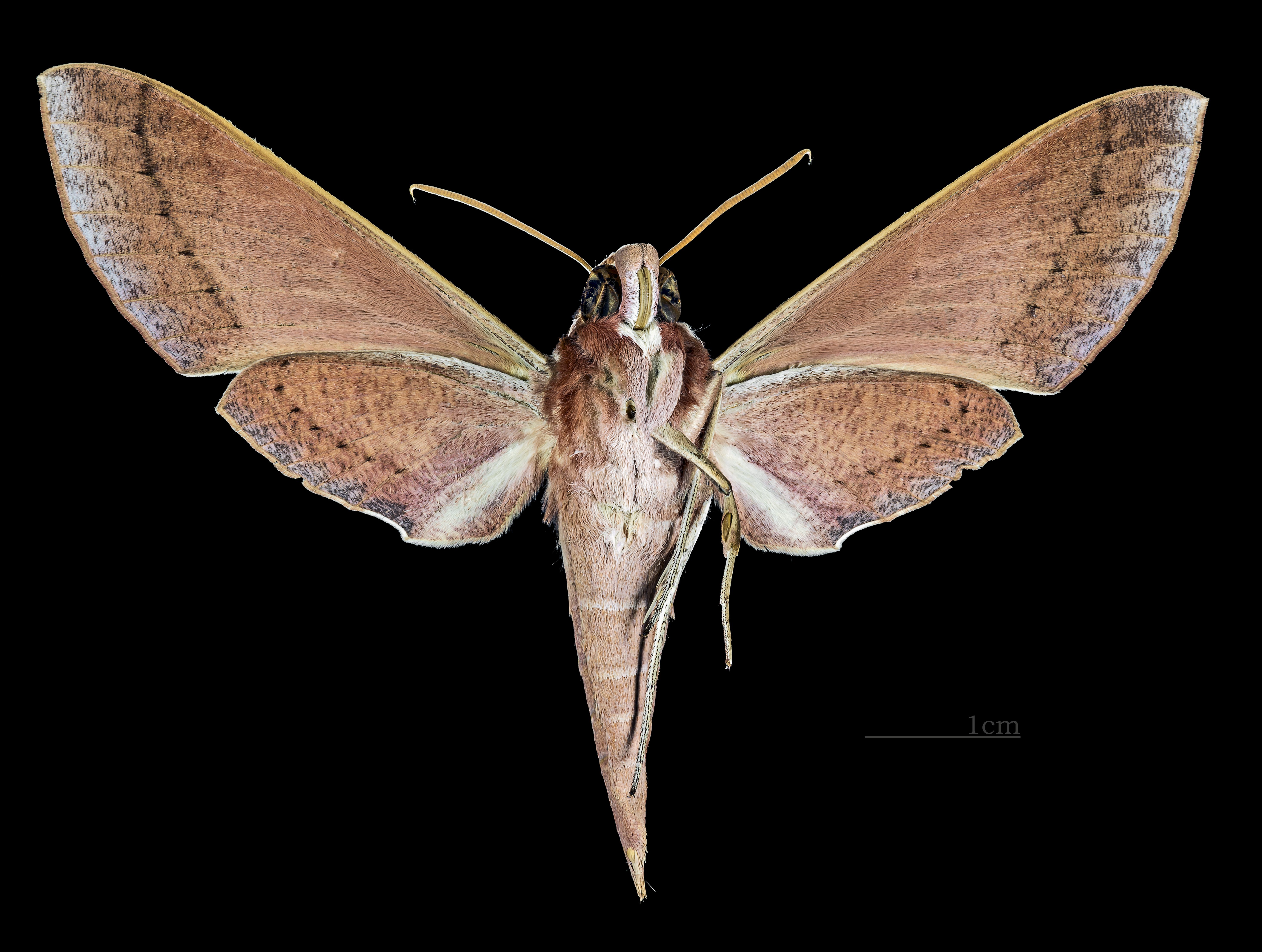
Theretra pallicosta   ♀ △